# Café-théâtre d'improvisation
Les Spectacles d'Impros Café-théâtre représentent la nouvelle génération de spectacles d'improvisation théâtrale. Ils ont été développés en France par plusieurs compagnies dont Déclic Théâtre, Et Compagnie, Impro Infini, Inédit Théâtre.
Ces spectacles ont, de manière délibérée, abandonné toute référence à la compétition sportive. En revanche, deux héritages essentiels du match d'improvisation ont été conservés : l'énergie et l'interactivité.
Un point commun à tous ces spectacles est la participation du public. Cette participation se fait généralement par le biais de thèmes qui servent de départ aux impros. Ces thèmes peuvent être écrits par le public préalablement au spectacle puis tirés au sort ou bien demandés oralement en cours même de spectacle. Souvent, la participation est requise dans les impros elles-mêmes, afin de rediriger l'impro à la convenance du public.
Les mises en scène sont diverses et variées allant de la classique succession de sketches improvisés, généralement entrecoupés de musique à de véritables pièces de théâtre improvisées avec costumes et décors !
Le spectacle peut être dirigé par un « maître du jeu » qui sollicite le public pour définir les thèmes des impros et peut intervenir en cours de jeu pour recadrer le jeu des comédiens ou leur imposer de nouvelles contraintes. Par exemple, le maître du jeu peut proposer de jouer l'impro à la manière d'un genre théâtral, cinématographique, musical, voire littéraire.